# Parosmie
Parosmie (z řeckého παρά pará a ὀσμή osmḗ „vůně“) je dysfunkční detekce pachu charakterizovaná neschopností mozku správně identifikovat „přirozenou“ vůni (pach). Místo toho je přirozená vůně obvykle přeměněna na nepříjemné aroma, typicky „spálený“, „hnijící“, „fekální“ nebo „chemický“ zápach. Mohou se vyskytnout vzácné případy příjemného zápachu zvaného euosmie. Onemocnění bylo vzácné a málo prozkoumané, dokud se od roku 2020 více nerozšířilo jako vedlejší účinek covidu-19.